# Xalet Miramar
El Xalet Miramar o del Nin és una obra de Vilanova i la Geltrú (Garraf) protegida com a Bé Cultural d'Interès Local.

## Descripció
Es tracta d'un edifici residencial aïllat. Està aixecat respecte el nivell del passeig. Es compon de planta baixa i una planta pis sota coberta a quatre vessants de la que sobresurt una torratxa de planta quadrada amb coberta de pavelló. L'edifici principal està format per tres cossos i torratxa amb dos cossos de planta baixa que formen terrat superior.
Les parets de càrrega són de pedra i totxo. Els forjats són bigues de ferro i revoltó ceràmic i de bigues de fusta i cairons vidriats.
Les façanes són de pedra carejada d'aparell irregular. Consta d'un atri amb tres arcades de mig punt i columnes de fust llis amb base i capitell. El balcó i les baranes dels terrats són de ceràmica vidriada. Trobem obertures amb llinda, d'arc rebaixat i de mig punt. Presència d'un ràfec perimetral important.